# Aum Shinrikyō
Pour les articles homonymes, voir Aum et Aleph.
Aum Shinrikyō ou Vérité suprême d'Aum (オウム 真理教, Ōmu shinrikyō) est une secte principalement implantée au Japon et en Russie, dont les membres ont commis plusieurs actes criminels au Japon entre 1989 et 1995. Elle est principalement connue pour l’attentat au gaz sarin dans cinq rames bondées du métro de Tokyo le 20 mars 1995 qui causa 13 morts et plus de 6300 intoxiqués. L'organisation est placée sur la liste officielle des organisations terroristes du Canada, de l'Union européenne et anciennement des États-Unis.
Aum, ou om̐, est une syllabe sanskrite représentant le « son primordial de l'univers », et shinrikyō signifie « enseignement de la vérité suprême ».
En 1999, la secte a pris le nom d’Aleph et exige depuis que ses membres s’engagent par écrit à ne pas enfreindre les lois. En 2007, des adeptes l’ont quittée pour fonder Hikari no Wa (en) (Cercle de lumière).
Le 6 juillet 2018, son gourou Shōkō Asahara et six autres disciples, condamnés à mort, sont exécutés par pendaison. Six autres disciples sont également pendus le 26 juillet 2018.

## Idéologie

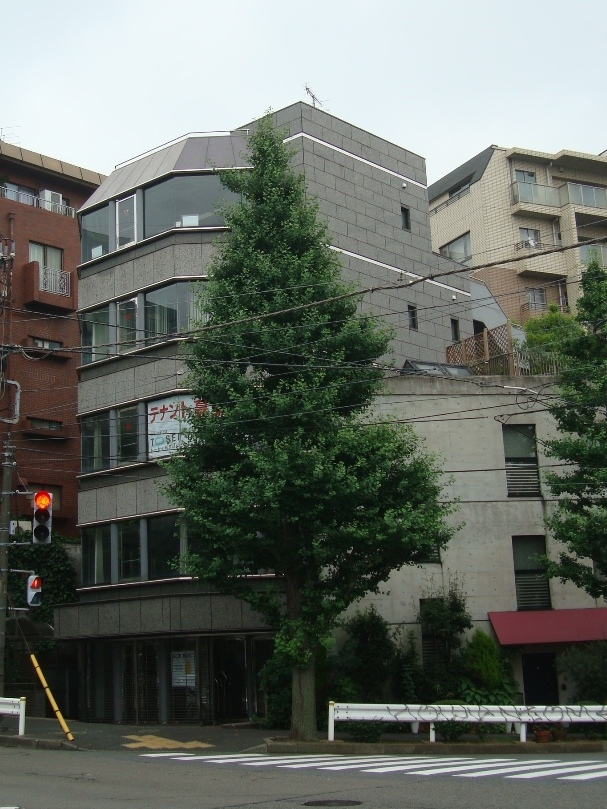
L'ancien siège de Aum Shinrikyo dans le quartier d'Aoyama à Tokyo.

L’idéologie religieuse, d'inspiration principalement bouddhiste, comportait des emprunts à l’hindouisme, à l’apocalyptisme chrétien et au New Age ; un grand crédit était accordé aux prophéties de Nostradamus.
Bien qu'Isaac Asimov ait été un critique féroce de la religion et de la pensée New Age, la secte a été fortement influencée par sa série Cycle de Fondation. Shōkō Asahara, un gourou, s'est exprimé comme un « parfait moksha-man », à travers les apparitions médiatiques sur les télévisions et les conférences dans les universités, et a rassemblé de nombreux croyants.
Sur le plan politique, le groupe, convaincu de la disparition rapide du gouvernement japonais qu'il jugeait corrompu, avait pour objectif de provoquer un Armageddon, devant survenir entre 1997 et 2003, et auquel survivraient les seuls membres de la secte, qui pourraient alors prendre le pouvoir. Dans les années 1990, Asahara commença à justifier le meurtre sur des bases spirituelles.
Aleph et Hikari no Wa, nouvelles sectes héritières d'Aum Shinrikyo, l’ont officiellement abjuré[réf. nécessaire].

## Pratiques
La secte Aum faisait pratiquer le yoga à ses fidèles qui, pendant ces séances, vivaient parfois des expériences comme voir une lumière ou sentir l’énergie monter en soi : des phénomènes psychologiques que les yogis à la pratique intensive ou les moines bouddhistes ressentent également. Mais la secte Aum faisait de ces phénomènes des « expériences divines » : la preuve que les disciples avaient atteint un certain niveau spirituel, grâce à l’énergie prodiguée par leur gourou. Pour que plus de fidèles atteignent cette « expérience divine », la secte fabriqua par la suite des drogues, notamment des amphétamines et du LSD, administrées aux disciples dans le cadre de cérémonies.
Des techniques de manipulation mentale étaient également utilisées : temps de sommeil restreint, nombreuses responsabilités et tâches à accomplir, accès interdit aux informations extérieures, ouverture limitée aux seules informations filtrées par la secte. Bien que le mariage et l'amour des disciples aient été interdits, le gourou Asahara était considéré comme un tantras-père et utilisait de nombreuses femmes comme ses maitresses ; pour l'intégrité de l'initiation.

## Historique
Créée en 1984 par Shōkō Asahara comme atelier de yoga sous le nom de Aum no Kai (Société Aum), la secte devient Aum Shinrikyō en 1987. En 1989, elle obtient le statut officiel d’organisme religieux. Shōkō Asahara avait rencontré et obtenu le soutien du 14e dalaï-lama, ce dernier regrettant par la suite d'avoir été dupé.
En 1990, le gourou et plusieurs cadres ayant l’ambition de changer la société, fondent le parti de la Vérité Shinri tō (真理党) et présentent 25 candidats aux 39e élections sénatoriales ; aucun n’est élu.
Les critiques — émanant entre autres de familles d’adeptes — ne manquent pas, mais la secte prospère néanmoins et revendique avant les attentats de 1995 presque 10 000 membres au Japon et entre 35 000 et 40 000 en Russie. Elle recrute beaucoup parmi les classes éduquées et ses cadres sont presque tous diplômés d’universités considérées comme de bon niveau. On y trouve au moins un médecin, un vétérinaire, un avocat et des scientifiques.
En juin 1994, l’organisation se structure en gouvernement, sur le modèle de celui existant, les cadres se voyant attribuer des « ministères ».
Entre 1989 et 1996, des membres auraient commis divers délits et crimes : enlèvements de membres pour forcer des donations, assassinats ou complots contre des membres voulant quitter la secte, des opposants ou des chefs de groupes religieux concurrents (Kōfuku no Kagaku, Soka Gakkai), attentats et tentatives d’attentats chimiques (sarin, gaz VX) et bactériologiques (botuline, anthrax) visant à faire de nombreuses victimes. Après plusieurs essais, la secte réussit à fabriquer ses armes chimiques et se lance, sans succès, dans la fabrication de fusils AK-74. Les crimes restent indétectés, ou alors la secte n’est pas considérée comme suffisamment suspecte par la police pour que des arrestations aient lieu, jusqu’aux jours suivant l’attentat de 1995 dans le métro de Tokyo. Même alors, la police met un certain temps à identifier les coupables.
L'organisation perd son statut officiel fin 1995 et est mise en faillite en 1996, mais les demandes pour sa dissolution au titre de la prévention des activités subversives sont rejetées en 1997 par la Commission d’examen de la sécurité publique (公安審査委員). Une disposition légale renouvelable tous les trois ans autorisant sa surveillance est néanmoins instaurée en 2000.
En 2000, sous l’influence de Fumihiro Joyu, ancien cadre resté à l’écart des assassinats et attentats (il a été néanmoins condamné en 1995 à trois ans de prison pour incitation à faux témoignage dans une affaire immobilière impliquant la secte[réf. nécessaire]), la secte manifeste l’intention de rompre avec son passé. Le nouveau nom Aleph est adopté en 1999. Les doctrines dangereuses comme le poa sont abandonnées et les membres doivent s’engager par écrit à respecter la loi.
Les responsables admettent l'implication de certains de leurs membres dans les attentats au gaz sarin, ce pour quoi ils présentent leurs excuses et établissent un fonds destiné à offrir une certaine compensation financière aux victimes. 3,8 milliards de yens devaient être versés à un millier de victimes, mais Aleph ne semblant pas en mesure de payer l’intégralité avant très longtemps, en 2008 le gouvernement japonais a autorisé le versement d’une indemnité publique, considérant que l’État japonais était visé par l’attentat du 20 mars 1995.

## Chronologie des activités criminelles jusqu'en 1995

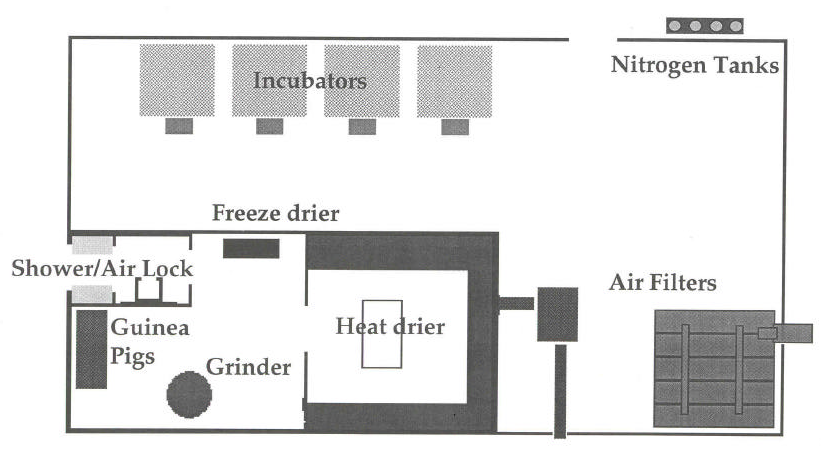
Schéma d'un des laboratoires de fabrication d'armes biologiques de la secte Aum.

- 22 septembre 1988 : le décès soudain d’un membre (Majima Terayuki) pendant une séance est tenu secret pour ne pas influencer négativement l’image de la secte, alors en attente de son agrément officiel ; son cadavre est brûlé et les cendres dispersées ; révélé en 1995[24],[25].
- 10 février 1989 : Shuji Taguchi, un membre témoin de l’incident de septembre 1988, essaie de quitter la secte et est assassiné ; révélé en 1995[26],[3].
- 4 novembre 1989 : enlèvement et assassinat de l’avocat Tsutsumi Sakamoto (en), de son épouse et de son bébé de quatorze mois ; il représentait un groupe de familles qui avaient porté plainte contre la secte. Malgré cette fonction et la présence d’un badge de la secte à leur domicile, Aum n’est pas suspecté par la police, sa responsabilité ne sera reconnue qu’en 1995 ; le chef de la police nationale reconnaîtra alors les faiblesses de l’enquête[3].
- En avril 1990, le groupe s’essaie au bioterrorisme : trois véhicules sont équipés pour répandre de la toxine au botulinum. Le premier entre dans Tokyo, répandant le produit, et se dirige vers le parlement japonais. Un autre véhicule devait se diriger vers la ville de Yokohama et la base navale américaine de Yokosuka. Le troisième est utilisé dans la zone de l'aéroport international de Narita. L'attaque est un semi-échec ; la faible virulence de la souche bactérienne utilisée, l'insuffisance de quantité et l'obstruction d'une partie des dispositifs de dispersion sont les raisons envisagées[27]. L’épisode ne sera connu qu’après 1995.
- En 1992, ils tentent en vain de se procurer le virus Ebola au Zaïre, lors d'une mission « humanitaire » menée par le gourou en personne accompagné de quarante autres membres de la secte[28] ; révélé en 1995.
- En 1992, ils planifient la production d’armes à feu et de sarin qui débuteront en 1993[3] ; ils réussissent à fabriquer du sarin mais le premier prototype de fusil ne sortira qu’en 1994[3] et l'entreprise s’avèrera un échec.
- En 1993, ils font l’acquisition en Australie-Occidentale du terrain d’élevage de Banjawarn, de plus de 200 000 hectares. Les douanes australiennes constatent la présence de substances chimiques dangereuses dans leur important excédent de bagage, donnant lieu à une forte amende. Ils installent sur le terrain un laboratoire où du sarin sera fabriqué, qu’ils testent sur des moutons. Les autorités l’ignorent, mais refusent néanmoins de leur octroyer un visa en 1994 en raison de manquements aux règles de gestion des élevages ; ils revendent alors le terrain. Les activités criminelles seront révélées après mars 1995, lorsque des produits chimiques et des moutons morts seront découverts à Banjawarn. Le sol contenant du minerai d’uranium et la secte ayant acquis des droits d’exploitation minière, il est possible qu’ils aient envisagé d’y fabriquer des explosifs nucléaires[29].
- En 1993, ils complotent d'assassiner un certain nombre de personnes qui les critiquent ou sont vues comme des concurrents : les dirigeants des groupes religieux Kōfuku no Kagaku (Ryuho Okawa) et Soka Gakkai, Dave Spector, deux députés et l'écrivain Yoshinori Kobayashi ; une tentative d'assassinat sera effectivement menée contre ce dernier en 1994[30], et une contre Ryuho Okawa début 1995[31] et révélée la même année.
- 6 juin 1993 : mort accidentelle d’un adepte lors d’une séance de yoga suspendu tête en bas ; elle est tenue secrète et le cadavre brûlé ; révélé en 1995[32].
- En juin 1993, ils tentent de nouveau de disséminer de la botuline à partir de véhicules autour d’un rassemblement de dignitaires étrangers venus au Japon à l’occasion du mariage du prince Naruhito ; révélé en 1995[27],[33].
- En juin-juillet 1993, ils échouent dans trois tentatives de disséminer de l’anthrax à Tokyo, une du haut d’un immeuble appartenant à la secte et deux par véhicules. La bactérie utilisée serait issue d’une souche destinée à la fabrication des vaccins, donc insuffisamment virulente ; révélé en 1995[33].
- 30 janvier 1994 : assassinat du pharmacien Naoki Ochida dans un hôpital de la secte. Éprouvant des doutes sur les soins donnés, il persuade une patiente de quitter Aum ; découvert, Asahara le fait assassiner par le fils de la patiente ; révélé en 1995[32],[34].
- 27 mars 1994 : la secte fait enlever par ses deux filles adeptes un hôtelier de Miyasaki pour l’obliger à faire don de sa fortune ; ayant feint de se convertir, il est libéré au bout de cinq mois et porte plainte contre ses filles et un responsable d’Aum. Les cadres d’Aum réussissent à persuader la justice que la secte elle-même n’est pas impliquée ; les deux filles sont seules condamnées. La responsabilité d’Aum sera reconnue après 1995 et deux anciens cadres seront condamnés en 2000[35].
- En mai 1994, un laboratoire consacré à la fabrication du sarin est installé dans un centre de la secte à Kamikuishiki, Yamanashi[36].
- De mai à décembre 1994, tentatives d’assassinats à l’aide de sarin et phosgène contre l’avocat Tarō Takimoto qui a pris la suite de Sakamoto et la journaliste Egawa Shyōko Takimoto à l'aide de sarin, vx et botuline[31],[36] ; il n’y a pas d’enquête contre la secte, malgré les soupçons des personnes visées. Un adepte récalcitrant (Noboru Mizuno) et un visiteur soupçonné d’espionner la secte (Tadahito Hamaguchi) sont à leur insu pulvérisés de gaz VX, le second en meurt ; les médecins ne savent pas à quoi attribuer leurs symptômes[31].
- Nuit du 27 au 28 juin 1994 : premier attentat au gaz sarin dans la ville de Matsumoto, huit morts, deux cents blessés. Bien que les résidents de la ville se soient opposés à la secte, cette dernière n’est pas soupçonnée durant les premiers mois. Les soupçons se portent sur une des victimes légèrement atteinte :  Yoshiyuki Kōno. Son épouse, plus gravement touchée, décèdera et la police pensera qu’il a voulu l’assassiner. Malgré des lettres anonymes dénonçant Aum à partir de septembre et une enquête ouverte indépendamment autour d'émanations suspectes à Kamikuishiki, ce n’est qu’après 1995 que justice sera rendue à Kōno[37],[38].
- De juin 1994 à mars 1995, ils tentent sans succès de fabriquer des fusils AK-74.
- En juillet, un adepte meurt d’un traitement médical inadéquat et un membre soupçonné d’espionnage est éliminé ; révélés en 1995.
- Décembre 1994 : enlèvement et emprisonnement d’une adepte récalcitrante qui ne sera libérée qu’en mars 1995 à l’occasion d’une descente de police.
- Janvier 1995 : tentative d’assassinat au VX sur Hiroyuki Nagaoka, chef d’une association de victimes[31].
- 28 février 1995 : enlèvement et meurtre de Kioshi Kariya, frère d'une adepte en fuite et notaire de profession ; il refusait de révéler la cachette de sa sœur et de donner sa part de l'héritage à la secte. Les auteurs de l’enlèvement laissent des empreintes et sont identifiés comme membres d’Aum ; une descente de police est prévue dans ses locaux, ce dont la secte est notifiée le 18 mars. Cette décision aurait contribué à décider les responsables à lancer l’attaque dans le métro pour précipiter l’avènement d’Armageddon[39].
- 20 mars 1995 : attentat au gaz sarin dans le métro de Tokyo, treize morts[40] et plus de 6 300 blessés[41].
- 30 mars 1995 : le chef de l'agence nationale de la police japonaise, Takaji Kunimatsu, est grièvement blessé de trois balles[42].
- Autres tentatives par la suite, dont celle de la gare de Yokohama.
- 5 mai 1995 : un attentat au cyanure déjoué[31], plus tard la police retrouvera dans une chapelle, presque morts de faim, cinquante membres de la secte avec cinquante tonnes de trichlorure de phosphore qui aurait pu servir à fabriquer 5,6 tonnes de gaz sarin. De quoi tuer au moins quatre millions de personnes.
- 24 mai 1995 : un nouvel attentat au gaz sarin est évité de justesse. Est alors retrouvé un gros hélicoptère russe Mil Mi-17, deux autres petits télécommandés et des stocks de pièces pour armes.

## Surveillance et sanctions
En janvier 2000, le groupe est placé sous surveillance pour une période de trois ans. En janvier 2003, l'Agence d'investigation de sécurité publique (AISP, agence gouvernementale de renseignement) obtient l'autorisation de continuer sa surveillance pour une nouvelle durée de trois ans.
Shōkō Asahara et plusieurs autres membres de la secte sont condamnés à mort en février 2004 pour l'attentat au gaz sarin de Tokyo. D'après un rapport d'avril 2004, le gouvernement japonais considère que la secte Aum est encore « une menace pour la société ».
En janvier 2006, l'AISP reçoit à nouveau l'autorisation de continuer sa surveillance pour trois ans. En février, la haute cour de Tokyo reconnait qu'Asahara est mentalement capable de faire sa demande d'appel.
Le 15 mars, elle confirme la sentence de peine de mort pour Tomomitsu Niimi, figure centrale de la secte qui avait apporté le gaz sarin dans le métro.
Le 15 septembre, le recours de Shōkō Asahara est rejeté, puis sa demande d'appel n'est pas prise en compte car déposée hors délai.
Le 11 novembre 2008, Shōkō Asahara, toujours en attente de son exécution, demande la révision de son procès. Douze autres anciens membres de la secte Aum ont été condamnés à mort.
Le 13 décembre 2011, la peine de mort est confirmée pour Seiichi Endo, treizième membre à voir sa peine capitale confirmée.
Le 31 décembre 2011, Makoto Hirata, ancien adepte en fuite depuis seize ans, se rend à la police. Il était l'un des trois derniers membres encore recherchés. Le 3 juin 2012, Naoko Kikuchi est arrêtée par la police à Sagamihara, dans la préfecture de Kanagawa, et le 15 juin, Katsuya Takahashi, cadre de la cellule de renseignement et dernier membre important de la secte encore en fuite, est interpellé dans un manga café de Kamata, cité de la conurbation tokyoïte. Une prime de plusieurs millions de yens (dizaines de milliers d'euros) était offerte à toute personne donnant des informations qui conduiraient à leur arrestation. Cette dernière arrestation repousse à nouveau l'exécution de Shōkō Asahara (la loi japonaise interdisant de mettre en œuvre une exécution si des complices sont toujours en procès). À cette époque, des procédures judiciaires ont été engagées contre 189 membres d'Aum, et 13 ont été condamnés à mort.
Le 16 janvier 2014 s'ouvre le procès de Makoto Hirata, poursuivi notamment pour son rôle présumé dans l'enlèvement en février 1995 d'un notaire de 68 ans ayant accordé refuge à sa sœur qui tentait de fuir l'emprise d'Aum.
Le 30 avril 2015, Takahashi Katsuya est condamné à la prison à vie ; il fait appel de cette décision.
Le 6 juillet 2018, Shōkō Asahara et six autres membres de sa secte (dont Kiyohide Hayakawa) sont exécutés par pendaison pour leurs rôles dans l'attentat au gaz sarin de Tokyo.
Le 26 juillet 2018, les six derniers membres liés à l'attentat au gaz sarin de Tokyo sont également pendus.

## La secte aujourd'hui
Aleph compterait, en 2016, 1 650 membres et vingt-huit établissements. Les responsables ont reconnu une certaine responsabilité du fondateur dans les actes qui lui sont imputés, mais l'organisation le conserve comme maître spirituel, tout en lui déniant tout pouvoir effectif. Aleph a renoncé à se doter d'un gourou et interdit les réunions à huis clos du bureau directeur. Elle est néanmoins toujours activement surveillée par les forces de sécurité japonaises, au moins jusqu’en 2012, ainsi que Hikari no Wa qui s’en est détaché. Leurs membres, lorsqu’ils sont identifiés, se voient souvent refuser la domiciliation par les municipalités de résidence, les privant de l’accès à certains services. Scolarisés à domicile jusqu'en 1995, les enfants d'Asahara ont tenté par la suite d'intégrer le système scolaire, mais aucun établissement n'a finalement accepté de les inscrire. Certains adeptes et une fille d'Asahara ont porté plainte et obtenu une décision en leur faveur, qui s'est traduite par une compensation financière.

## Œuvres de fiction
- Le roman de Romain Slocombe La Crucifixion en jaune, tome 2 : Brume de printemps porte en partie sur les agissements d'Aum Shinrikyō, et en particulier sur l’attentat au gaz sarin dans le métro de Tokyo.
- La série télévisée d'animation Mawaru-Penguindrum produite par Brain's Base base une partie de son intrigue sur l'attentat au gaz sarin de 1995 également.
- Le roman graphique Matsumoto, écrit par LF Bollée et dessiné par Philippe Nicloux (Glénat, septembre 2015) revient en détail sur l'attentat au gaz sarin dans la ville de Matsumoto en juin 1994.
- La secte fictive d'Ami et ses agissements dans le manga 20th Century Boys de Naoki Urasawa et Takashi Nagasaki sont largement inspirés d'Aum Shinrikyō.
- Le manga Inspecteur Kurokôchi écrit par Takashi Nagasaki revient sur la tentative d'assassinat du chef de la police japonaise. Dans cette fiction, l'attentat est attribué à un groupe terroriste s'étant servi de la secte pour cacher ses actes.

### Émission radiophonique
- « La secte japonaise Aum » le 7 février 2014 dans L'Heure du crime de Jacques Pradel sur RTL.